# Пырлица (Унгенский район)
Пырлица (молд. Pîrliţa) — село в Унгенском районе Молдавии. Является административным центром коммуны Пырлица, включающей также село Христофоровка.

## История
Село Пырлица известно своей древней и богатой историей. Название села происходит от слова погорельцы (молд. pârliţi). Из преданий села известно, что село трижды было сожжено и заново восстановлено.
Здесь по указанию Русской императрицы Екатерины II были предоставлены земли для заселения. У населения, чьи предки давно жили в этом селе, сохранялись документы, описывающие указание Земского хозяйства о благоустройстве и планировании земельных участков, полученных в удел, о планировании домов и хозяйских построек села, заверенные землеустроителями Императорского Двора.
Благодаря указаниям Императора Николая II о развитии бессарабских земель в селе были построены 2 мостовые дороги из дикого гранита, одна из которых сохранилась и до сих пор служит жителям села, создан железнодорожный узел, связавший 3 направления.
Выгодное расположение способствовало быстрому развитию торгового значения села в регионе. В селе имелся большой базар, где еженедельно собирались жители близлежащих сёл и даже сёл, находящихся на расстоянии более 40 км. Сюда приходили торговать даже жители города Калараш.
Свидетелем депортации населения 6—7 июля 1949 года в Пырлице был будущий писатель Иосиф Абрамович Герасимов (Гершенбаум), работавший по распределению журналистом в Унгенах. Позже эти события легли в основу его повести «Стук в дверь» и фильма с одноимённым названием, снятого Климентом Чимидовым в 1989 году.

## География
Село расположено на развилке автомобильных дорог, идущих в трех направлениях: на Кишинёв, Бельцы и Унгены. Также через село проходит железная дорога.
Высота населённого пункта — 106 метров над уровнем моря.
Делится на 2 части: «Старая Пырлица» (молд. Pîrliţa-sat) и «Пырлица-местечко» (молд. Pîrliţa-tîrg).

## Население
По данным переписи населения 2004 года, в селе Пырлица проживает 4474 человека (2185 мужчин, 2289 женщин).
Издавна в селе проживали люди различных национальностей: молдаване, украинцы, русские, евреи, цыгане, гагаузы, болгары, греки и др. Молдаване и украинцы составляли основную часть населения села. До середины 80-х годов XX-го столетия в Пырлице проживала большая еврейская община. Именно благодаря еврейской общине та часть села, где компактно проживали евреи, была ими названа «Местечко». В селе имелась большая синагога.
Этнический состав села:
| Национальность     | Число жителей | Процентный состав |
| ------------------ | ------------- | ----------------- |
| молдаване / румыны | 3560          | 79.57             |
| украинцы           | 741           | 16.56             |
| русские            | 121           | 2.7               |
| цыгане             | 34            | 0.76              |
| гагаузы            | 2             | 0.04              |
| болгары            | 2             | 0.04              |
| евреи              | 1             | 0.02              |
| прочие             | 13            | 0.29              |
| Всего              | 4474          | 100 %             |

## Достопримечательности
Также в селе Пырлица была построена православная церковь, по архитектурным масштабам считавшаяся «полусобором». Она подверглась частичному разрушению в результате военных действий Второй мировой войны. В настоящее время она восстановлена благодаря усилиям священнослужителя и жителей села и представляет собой прекрасный действующий Храм Святого Иоанна Крестителя с красивым, благоустроенным палисадником. Имеется также ещё одна Православная церковь, расположенная недалеко от железнодорожной станции.
Также на территории села располагается Молитвенный дом Евангельских Христиан-Баптистов, где имеется своя община и проводятся еженедельно собрания служения Господу.
В настоящее время Пырлица представляет собою развитое село, где имеются 2 школы, предприятие по изготовлению винной продукции, железнодорожная станция, магазины, Агропромышленная ассоциация, красивый Дом культуры. Это интересное старинное село с прекрасными людьми разных национальностей, живущими в мире, сохраняющими свои традиции и свою самобытность.

## Известные уроженцы
- Годя, Михай (род. 1974) — молдавский политик, депутат Парламента Молдавии.
- Чобану, Виктор (род. 1984) — молдавский политик, председатель Христианско-демократической народной партии.
- Якир, Яков Иосифович (Янкл Якир, 1908—1980) — бессарабский еврейский писатель.
- Александр, Бербеу (род. 2000) — артист, музыкант.
- Артём, Пурис (род. 2000) — артист, музыкант. В 2025 году арестован по подозрению в хранении и распространении наркотических веществ. В ходе расследования полиция города Унген обнаружила в его съемном жилище запрещенные вещества на сумму более 2,5 млн. леев - ведется расследование.